# 尼克·克萊格
尼古拉斯·威廉·彼得·克萊格爵士（英語：Sir Nicholas William Peter Clegg，1967年1月7日—），英國政治家，前英國副首相。出生於英格蘭南部的白金漢郡，是前英國自由民主黨黨魁，曾是自由民主黨與保守黨聯合政府（2010－2015年）的副首相，2015年聯合政府結束後離任。現為Meta Platforms全球事务和通讯总裁。

## 生平

### 早年生活
克萊格1967年出生於英格蘭南部的白金漢郡，在4兄弟姊妹中排行第3，父親尼古拉斯·克萊格CBE是聯合信託銀行主席，母親是荷蘭人。
尼克·克萊格16歲便到德國慕尼黑做交換生，加上母親傳授與自己的母語，因此懂得英語、德語、荷語、法語、西班牙語五種語言。畢業於劍橋大學羅賓森學院，主修社會人類學。之後還到過美國明尼蘇達大學及歐洲學院深造。

### 政治生涯
1999年，尼克·克萊格當選歐洲議會議員，贏得個人政治生涯首場重要選戰。2005年英國大選，尼克·克萊格當選國會議員。2006年擔任自由民主黨國內事務發言人。在2007年的自由民主黨黨魁選舉中，以50.6%的得票率，擊敗競爭對手克里斯·胡尼，當選成為自由民主黨黨魁。
2010年英國大選前，三大黨黨魁舉行電視辯論，由於尼克·克萊格於第一場電視辯論表現出色，令自由民主黨支持率急升，甚至一度超越執政的工黨及保守黨，由於沒有政黨於選舉中取得國會過半數議席，故此成為保守黨與工黨兩大黨拉攏的對象，尼克·克萊格與在大選贏得最多議席的保守黨黨魁大衛·卡麥隆組織聯合政府，並擔任副首相。
2015年英國大選，尼克·克萊格雖然成功獲得連任，但自民黨的選情遭到空前慘敗，席次甚至輸給蘇格蘭民族黨，淪落為第四大黨，隨後宣布為此次敗選負責，辭去自民黨黨魁職務。保守黨則取得國會過半數議席，單獨執政。
2017年英國大選，尼克·克萊格遭工黨候選人賈里斯·奧馬拉以2,125票，4.2%的差距擊敗，連任失利。

### 卸任及加入Facebook公司
2018年，尼克·克萊格擔任Facebook公司（後改名Meta Platforms）全球事务和通讯副总裁，並於2022年升任該部門總裁。